# Sékou Koné
Sékou Koné (ur. 3 lutego 2006 w Bamako) – malijski piłkarz, występujący na pozycji pomocnika w Manchesterze United.

## Kariera klubowa
Pierwsze juniorskie treningi odbywał w klubie JMG Academy, z którego w 2023 roku dołączył do Guidars FC. Rok później przeszedł do młodzieżowej drużyny Manchesteru United.

## Kariera reprezentacyjna
W 2023 roku został powołany na Mistrzostwa Świata U-17 w Indonezji, na których reprezentacja Mali U-17 sięgnęła po brązowy medal.